# Bichterweerd
Bichterweerd is een natuurgebied dat onderdeel is van het Rivierpark Maasvallei en dat zich bevindt nabij Elen en Rotem.
Een deel hiervan is een plas die wordt gevormd door grindwinning, welke wordt uitgevoerd door een firma die eveneens Bichterweerd heet. Deze plas wordt ingericht tot natuurgebied en is tegenwoordig ook een pleisterplaats voor tal van vogels.
Aansluitend is een uiterwaardengebied, bekend als Maasweerden en beheerd door Natuurpunt. Dit bestaat uit grasland dat regelmatig door de Maas wordt overstroomd. Van belang zijn hier de vogels als grauwe gors, oeverzwaluw en geelgors. In potentie is het een vestigingsgebied voor de otter.
Het gebied is niet toegankelijk, maar kan van de Maasdijk worden overzien.